# Beethovena longifasciata
Beethovena longifasciata är en stekelart som beskrevs av Girault 1932. Beethovena longifasciata ingår i släktet Beethovena och familjen sköldlussteklar. Inga underarter finns listade.